# Glomeremus glomerinus
Glomeremus glomerinus är en insektsart som först beskrevs av Gerstaecker 1860.  Glomeremus glomerinus ingår i släktet Glomeremus och familjen Gryllacrididae.

## Underarter
Arten delas in i följande underarter:
- G. g. glomerinus
- G. g. knothae